# Перший Торунський мир
Перший Торунський мирний договір — угода про мир між Тевтонським орденом з одного боку, Королівством Польським і Великим князівством Литовським — з іншого, підписаний 1 лютого 1411 у місті Торунь (нім. Торн). Завершив Велику війну 1409–1411 років, що призвела до розгрому військ Ордену союзними військами у Грюнвальдській битві 1410 року.
Торунський мир не приніс остаточного примирення Ордена з союзниками: вже в 1414 вибухнула Голодна війна, а в 1422 — Голубська війна. Однак, Торунська угода підбила підсумок завоювань лицарів у Північних хрестових походах.

## Опис документу
Документ написано латиною на аркуші пергаменту розміром 570x496х45 мм. Печатка великого князя литовського Вітовта — відбиток на червоному воску діаметром 50 мм на смужці пергаменту. Решта десять смужок пергаменту без печаток.

## Умови договору
Після Грюнвальдської битви в полон до поляків потрапило близько 14 тис. вояків. Хоча більшість з них незабаром була звільнена, залишалися бранцями знатні полонені, за звільнення яких очікувався викуп. Наприклад, за найманця Holbracht фон Loym було заплачено 150 празьких грошей (понад 30 кг срібла). Згідно з умовами угоди, польський король звільняв всіх бранців в обмін на 60 разів по 100.000 празьких грошей (близько 20.000 кг срібла). Ці гроші мали виплачуватися протягом наступних чотирьох років. На випадок затримки виплат передбачався окремий штраф в 720.000 празьких грошей.
Кордони держав поверталися до передвоєнного 1409 року. Добжинська земля, що була захоплена хрестоносцями в 1409—1411, поверталася Польському Королівству. Натомість Польське Королівство повертало магістру і Ордену всі захоплені замки на землях Пруссії, звідки виводилися польські залоги. За Великим князівством Литовським залишалася Жемайтія, але, після смерті польського короля Ягайла і великого князя литовського Вітовта, вона мала бути повернута магістру пруському і Ордену хрестоносців.
Кордони відкривалися для міжнародної торгівлі. Ягайло і Вітовт зобов'язувалися охрестити всіх язичників у Литві та Жемантії, які ще не прийняли християнство після Кревської унії 1385 року.

## Наслідки

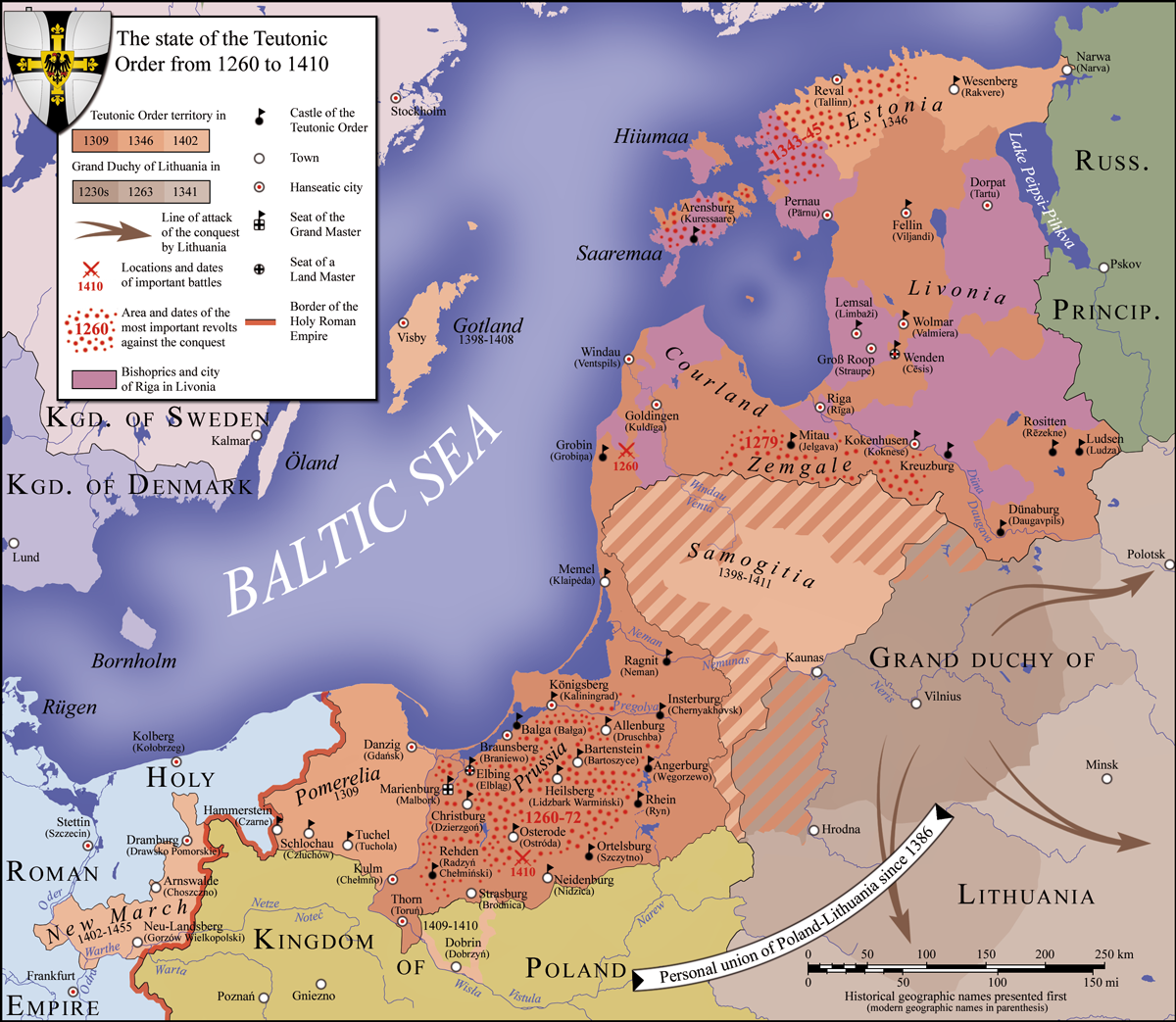
Тевтонський орден в 1410

Умови договору вважалися відносно м'якими для Ордену, з огляду на його розгромну поразку у війні і потенціал союзників. Проте, в результаті Великої війни, була зупинена експансія Тевтонського ордену, який втратив роль великої військово-політичної сили в балтійському регіоні.
Вигіднішим для Ордену і пруських міст було відкриття кордонів для міжнародної торгівлі, а також визнання за Орденом право претензій на Жемантію після смерті Ягайла і Вітовта, які на той час вже обоє мали поважний вік. Однак, величезна загальна сума викупу, що дорівнювала 10 річним доходам короля Англії, підривала фінансове становище Ордену. Магістр скликав Раду представників міст, яка мала затвердити спеціальний податок. Данциг(Гданськ) і Торн(Торунь) повстали проти нового податку, але повстання було придушено. Щоб сплатити викуп, лицарям довелося конфіскували срібло і золото церкви, а також робити запозичення закордоном. Перші два роки репарації виплачувалися в повному обсязі і своєчасно. Надалі виплати лягли важким тягарем на Тевтонський Орден. Скарбниця була спустошена, оскільки лицарі прагнули відновити свою найману армію, а також за допомогою дорогих подарунків намагалися забезпечити собі підтримку Папи Римського і Сигізмунда Угорського.
Невдовзі після укладення угоди виникли розбіжності щодо кордонів Ордену з Литвою біля річки Німан. В 1412 Сігізмунд виступив посередником і незабаром оголосив Торунський мирний договір справедливим, а територіальну суперечку вирішив на користь Литви. Лицарі відмовився прийняти це рішення і в результаті в 1414 вибухнула Голодна війна.